# Ferdinando Palasciano (nave ospedale)
La Ferdinando Palasciano (già König Albert, poi Italia) è stata una nave ospedale (e successivamente da trasporto) della Regia Marina e piroscafo passeggeri tedesco (e successivamente italiano).

## Storia

### Il servizio comeKönig Albert

Il piroscafo König Albert nel porto di Genova.

Nel 1895 il Norddeutscher Lloyd di Brema, una delle più importanti compagnie di navigazione tedesche, ordinò ai cantieri AG Vulcan di Stettino, Blohm & Voss di Amburgo e Schichau di Danzica un gruppo di sei grossi piroscafi passeggeri da 10.000 tonnellate di stazza lorda, la classe «Barbarossa»: i sei transatlantici avrebbero avuto i nomi di Barbarossa (costruito ad Amburgo), Bremen (costruito a Danzica), Friedrich der Grosse, Königin Luise, König Albert e Prinzess Irene (tutti costruiti a Stettino). Costruito nei cantieri di Stettino con numero di cantiere 242, il Konig Albert, che stazzava 10.643 tsl e 6290 tsn, in grado di raggiungere una velocità massima tra i 15 ed i 15,5 nodi, poteva trasportare in tutto 2175 passeggeri, 227 dei quali in prima classe, 119 in seconda (per altre fonti 261 in prima classe e 106 in seconda) e 1799 in terza. La costruzione della nave costò 5.384.000 marchi.

Tale gruppo di unità, costruite tra il 1896 ed il 1900, venne utilizzato principalmente sulle rotte Bremerhaven-Southampton-New York ed Amburgo-Yokohama, e, in inverno, sulla rotta per l'Australia: con partenza da Bremerhaven e Southampton, le navi passavano il canale di Suez e facevano scalo ad Adelaide, Melbourne e Sydney. 

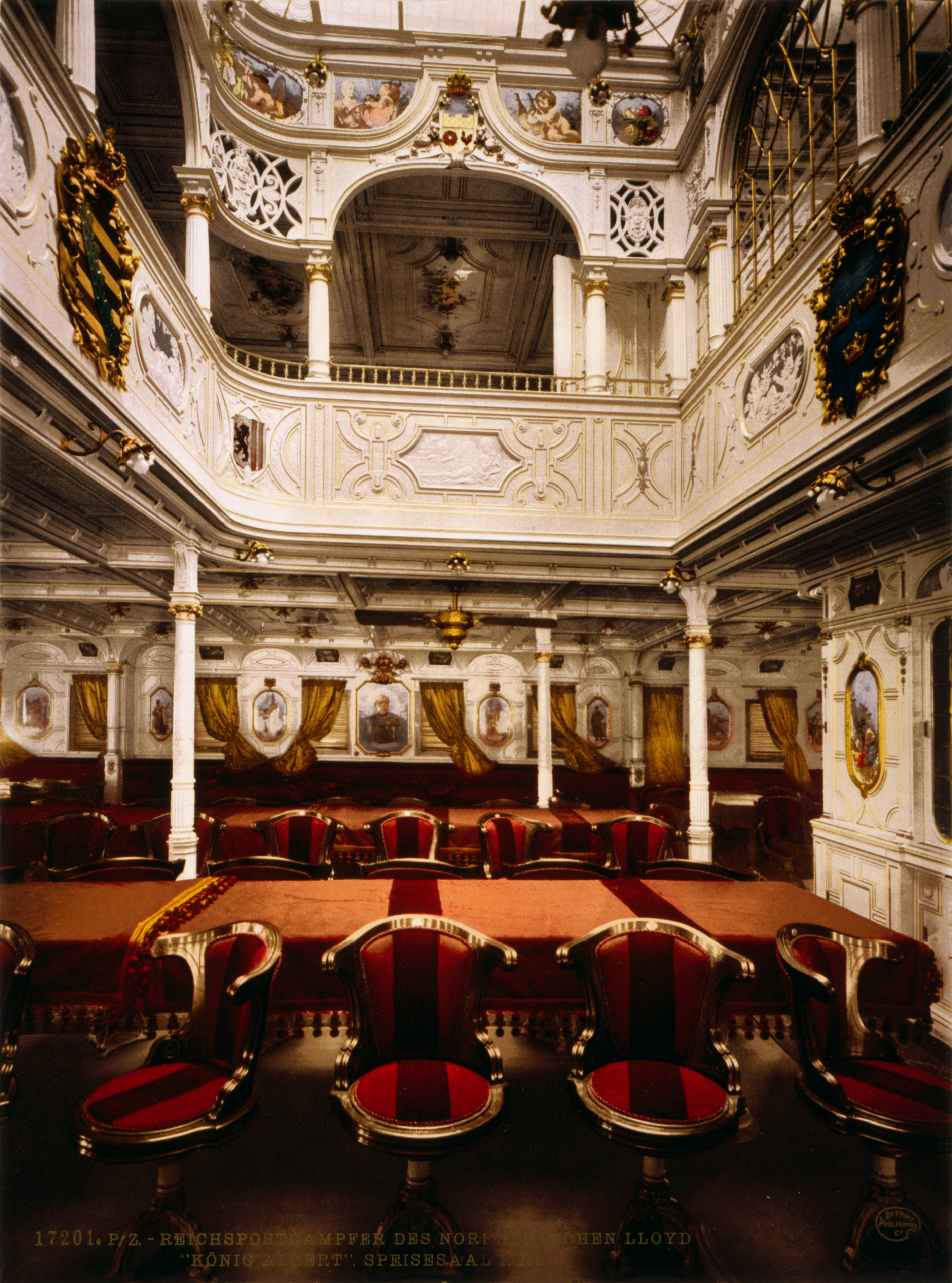
La sala da pranzo di prima classe del König Albert.

 Costruiti per la concorrenza alle compagnie inglesi, i piroscafi della classe Barbarossa erano le navi più grandi e veloci in servizio sulla linea dall'Europa all'Australia. Dal 1903 tali navi (eccetto il Bremen) furono utilizzate stagionalmente anche sulla rotta Genova-New York, sfruttando il crescente impulso dell'emigrazione italiana. Rispetto alle compagnie italiane (le cui navi erano peraltro di dimensioni inferiori), il Norddeutscher Lloyd offriva migliori alloggi per gli emigranti e cabine più confortevoli per i passeggeri di classe.
Il König Albert, in particolare, lasciò Amburgo per il viaggio inaugurale, con attraversamento del canale di Suez ed arrivo a Yokohama, il 4 ottobre 1899 (altre fonti riferiscono il 24 giugno 1899), e rimase su tale rotta per oltre tre anni, effettuando otto viaggi. Il 3 marzo 1903 il piroscafo venne trasferito alla rotta Brema-Cherbourg-New York, partendo per il primo ed unico viaggio su tale tratta il 14 marzo, ma già un mese dopo, il 16 aprile 1903 (per altre fonti dal 1905), salpò da Genova per il primo viaggio sulla linea Genova-Napoli-New York. In un'occasione, nel novembre 1906, i passeggeri di classe protestarono per il sovraffollamento della nave di emigranti italiani. L'ultimo viaggio sulla linea Genova-Napoli-New York ebbe inizio l'11 giugno 1914.

### La prima guerra mondiale e l'impiego come nave ospedale
Nel 1914, con lo scoppio della prima guerra mondiale, il König Albert si fece internare nel porto di Genova, per evitare la cattura da parte di unità della Royal Navy. 

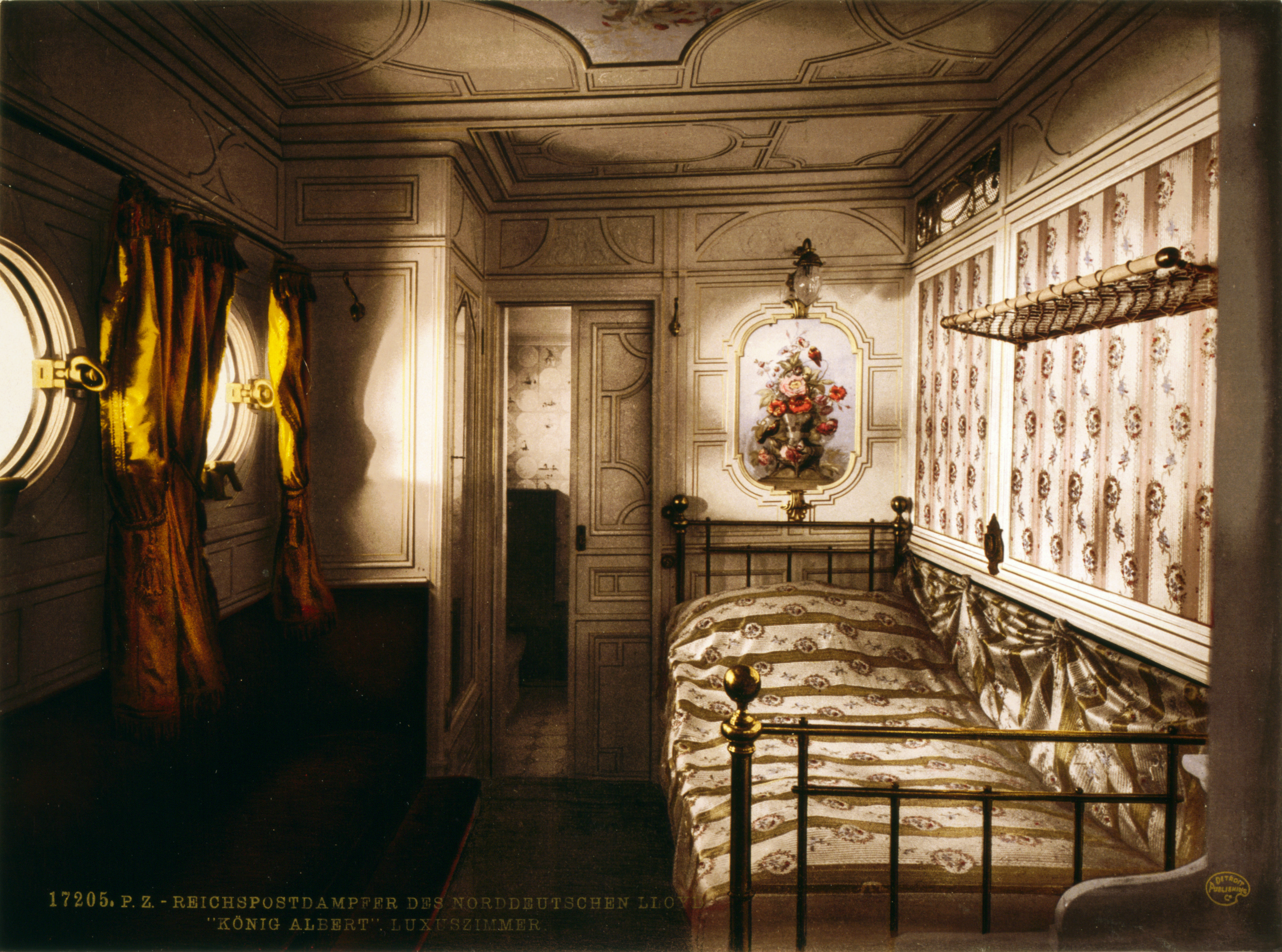
Una cabina di prima classe del piroscafo.

 Il 25 maggio 1915, in seguito all'entrata in guerra dell'Italia, il piroscafo venne requisito nel porto ligure dal governo italiano, mantenendo tuttavia il proprio nome. La nave venne iscritta con matricola 57 di registro provvisorio al Compartimento marittimo di Genova.

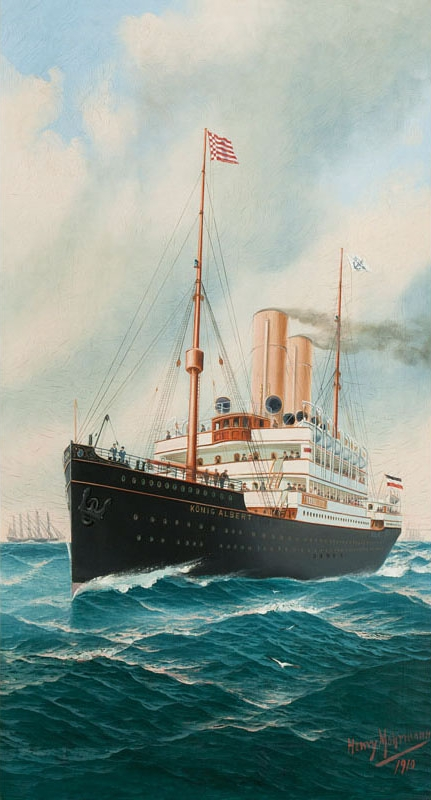
Un dipinto del König Albert del pittore statunitense John Henry Mohrmann.

Agli inizi del 1916, nell'ambito della vasta operazione per il salvataggio dell'esercito serbo in ritirata attraverso i porti dell'Albania, la Regia Marina decise di dotarsi di tre ulteriori navi ospedale (oltre alle cinque già in servizio), ed una delle unità scelte allo scopo fu il König Albert, che divenne, con una capienza di 1000 posti letto, la più grande e capiente nave ospedale italiana. La trasformazione, eseguita in breve tempo, dotò la nave di farmacie, sale di medicazione ed altre attrezzature mediche tra le più moderne all'epoca disponibili.
Le navi ospedale italiane erano impiegate principalmente nel trasporto di feriti e malati tra le truppe italiane dal Norditalia (provenienti dal fronte dell'Isonzo e delle Alpi) negli ospedali d'appoggio situati in Sicilia e Sardegna, nel supporto sanitario ai contingenti del Regio Esercito dislocati in Libia ed in Albania e nel trasporto di feriti e malati britannici dai Dardanelli (ed in seguito da Salonicco) a Malta ed in Inghilterra, solitamente a Southampton (nel corso di tali missioni le navi ospedale imbarcavano anche personale sanitario, sia maschile che femminile – queste ultime erano chiamate «sisters» –). Agli inizi del 1916 le navi ospedale, insieme a numerosi trasporti, presero parte alla vasta operazione per il salvataggio dell'esercito serbo in ritirata, che venne imbarcato nei porti dell'Albania e trasportato in Italia.

La König Albert, una volta completata la trasformazione, venne subito inviata a Valona e Durazzo, ove imbarcò un migliaio di feriti e malati. Il 29 (per altre fonti il 18) gennaio 1916 la nave, salpata in tarda serata dall'Albania, fu fermata nel canale d'Otranto, al largo di San Giovanni di Medua, dal sommergibile austroungarico U 11 (si trattava in realtà del sommergibile tedesco UB 15, camuffato da unità austroungarica perché non vi era ancora formale stato di guerra tra Germania ed Italia, e che sino al giugno 1916 ebbe equipaggio tedesco) per una regolare ispezione. L'U-Boot intimò il fermo alla nave con due colpi di cannone, poi si portò sottobordo, trasbordandovi un ufficiale ed un picchetto armato. 

La Ferdinando Palasciano dopo la conversione in nave ospedale.

 Il comandante della nave, capitano Bertolini, ed il direttore sanitario, colonnello medico Monaco, protestarono, spiegando la necessità di trasferire i feriti negli ospedali di terra per maggiori cure (in realtà il fermo per l'ispezione era tuttavia conforme alle leggi di guerra), ma, in seguito alle loro proteste, furono trasferiti a bordo dell'U 11. Dopo aver imbarcato una scorta armata, la nave fu dirottata, a luci spente (al momento del fermo erano regolarmente accese, come prescritto per le navi ospedale), su Cattaro, ove stazionò per tre giorni, venendo meticolosamente ispezionata dalle autorità austroungariche: durante tale visita non furono riscontrate irregolarità, ma venne trovato un soldato boemo che aveva disertato dall'esercito austroungarico, e che fu fatto sbarcare e trattenuto. La König Albert venne lasciata ripartire, dopo il rilascio del comandante Bertolino e del direttore medico Monaco, e riprese il proprio viaggio, trasportando gli infermi in Corsica ed a Marsiglia e successivamente tornando in Adriatico per nuove missioni.
Benché in servizio già dall'inizio del 1916, la nave fu formalmente requisita dalla Regia Marina solo il 25 agosto 1916, con la dichiarazione di guerra alla Germania, venendo ribattezzata Ferdinando Palasciano.

Nel corso del suo servizio come nave ospedale la Ferdinando Palasciano effettuò complessivamente 46 missioni, trasportando in tutto 37.314 tra feriti e malati (la seconda nave ospedale italiana per numero di infermi trasportati). Nel 1919 la nave venne derequisita, ed il 15 marzo dello stesso anno fu affidata (o ceduta) al Servizio Navigazione delle Ferrovie dello Stato.

La Ferdinando Palasciano sbarca feriti provenienti dal fronte balcanico su un treno ospedale, in Sud Italia.

Nel 1919 la Commissione delle prede dichiarò legittima la cattura della König Albert, il ricavato della cui vendita, come di quella di tutti gli altri mercantili tedeschi catturati, sarebbe andato a rifondere le indennità di requisizione del naviglio mercantile italiano perduto in guerra.
Nel 1920 il Ferdinando Palasciano venne noleggiato (per altre fonti venduto) alla Navigazione Generale Italiana, la principale compagnia di navigazione italiana, ed il 15 giugno 1920 il piroscafo partì per il primo viaggio sulla rotta Genova-Napoli-New York. Dopo meno di un anno di servizio e sei traversate (ognuna inclusiva di andata e ritorno) compiute, il 13 aprile 1921 il Palasciano lasciò Genova per l'ultimo viaggio su tale linea, tornando poi alle Ferrovie dello Stato.

### L'Italia in Crociera commerciale nell'America Latina
Il 21 maggio 1923 (per altre fonti nel 1922 o nel marzo 1923) la nave venne iscritta nei ruoli della Regia Marina come trasporto, venendo ribattezzata Italia. Nel 1924 l'Italia compì una crociera (della durata di otto mesi) in Sudamerica con a bordo l'Esposizione Campionaria dell'industria e dell'artigianato italiani (Mostra Itinerante della Crociera Commerciale nell'America Latina): l'incorporazione nella Regia Marina era avvenuta appositamente per questo scopo.
La crociera era stata infatti proposta dalle corporazioni degli industriali italiani ed appoggiata dal regime fascista, che voleva mostrare i progressi dell'industria italiana, nonché tentare un'espansione commerciale verso i mercati dell'America centrale e meridionale, non ancora controllati, a differenza del resto del mondo, dalle nazioni anglosassoni (vi era invece una ostile presenza franco-tedesca). Allo scopo era stato costituito il Comitato per la Crociera Commerciale nell'America Latina, presieduto dal senatore Silvio Pellerano, patrocinato dal capo del governo Benito Mussolini ed appoggiato anche da Gabriele D'Annunzio. Tale comitato includeva rappresentanti del governo, della Marina, nonché dell'industria e del commercio italiani, e provvide alla scelta dell'itinerario, nonché dei prodotti e delle rappresentanze da imbarcare. Era stato deciso di noleggiare una nave, che, pur essendo disarmata (le uniche armi presenti sarebbero state quelle del picchetto d'onore), sarebbe stata armata con personale della Regia Marina e comandata da un capitano di vascello. La scelta era caduta sul Palasciano: ribattezzato Italia, il piroscafo era stato portato nell'Arsenale di La Spezia e sottoposto a lavori di rifacimento per adattarlo alla crociera in Sudamerica come nave esposizione. Al comando dell'Italia era stato designato il capitano di vascello Carlo Grenet, affiancato dal parigrado Paolo Cattani come assistente, dal capitano di fregata Roberto Soldati come comandante in seconda, dal capitano di corvetta Francesco Quentin come comandante in terza e dal Maggiore Carlo Ferrari del Corpo Sanitario della Marina Militare come responsabile dei servizi medici di bordo.

Un ufficiale del Corpo sanitario militare marittimo in divisa di Gala, imbarcato sulla R.N. "Italia" durante la crociera commerciale in America Latina. Sulla divisa di gala sono visibili la Medaglia commemorativa della guerra italo-austriaca 1915-1918, la Medaglia dell'Ordine dei Santi Maurizio e Lazzaro e la Medaglia dell'Ordine della Corona d'Italia

Venne anche emessa una serie straordinaria di francobolli, da utilizzarsi, da quanti fossero imbarcati, per spedire lettere e cartoline in Italia.
Durante i lavori di trasformazione, alcuni saloni del piroscafo vennero adattati allo stile italiano ed i locali furono adattati all'esposizione dei prodotti, che sarebbero stati collocati in vetrine eleganti e solide. Vennero inoltre installati uffici bancari e postali, bar, ristoranti e diverse segreterie. Nei locali che avrebbero ospitato la mostra vennero installati apparati per il continuo ricambio dell'aria, ed i generatori di elettricità vennero potenziati. Il noto pittore Giulio Aristide Sartorio elaborò raffinate decorazioni che adornarono le scalinate di prua e di poppa. Le sale dell'esposizione erano dedicate rispettivamente alla seta, alla lana, agli orafi e affini, ai cotoni, ai filati, alla seta artificiale, ai prodotti chimici, ai profumi, ai medicinali, al libro. Fu realizzato un atrio principale, attorniato da direzione, uffici, bar ed ufficio cambio. Adiacenti a tale zona erano inoltre la sala dei marmi, la sala delle ceramiche e affini, la sala dei ministeri e delle rappresentanze ufficiali, il patronato industrie femminili e piccole industrie operaie, la sala dell'arredamento della casa, delle industrie belliche e affini, dell'industria della carta, la tipografia, la sala degli strumenti musicali, dei vini, dei liquori, dei prodotti alimentari, delle industrie elettriche e meccaniche, delle macchine per l'agricoltura. Vi era inoltre la sala delle automobili, dei cicli e dei motocicli.
Tra i prodotti esposti vi erano le macchine da scrivere Olivetti, i feltri Borsalino, il cioccolato Perugina, le ceramiche di Faenza, i vetri di Murano, le pistole Beretta, gli occhiali Salmoiraghi, le automobili della FIAT, i biscotti della D. Lazzaroni & C., il bitter Campari, la seta artificiale della Snia Viscosa e le medicine della Carlo Erba. Anche la Regia Marina partecipò alla mostra, esponendo materiale tecnico prodotto dalla cantieristica navale italiana e tutta la cartografia dell'Ufficio Idrografico. La Lega Navale Italiana espose il busto di Cristoforo Colombo e due targhe, una delle quali riproduceva una parte del testamento del navigatore, mentre l'altra replicava una lettera di Colombo, inviata alla Repubblica di Genova, contenente la frase «… siendo io nascido a Genova ...». Vennero inoltre imbarcate 16 urne, forgiate dallo scultore Romano Romanelli utilizzando bronzo fuso di cannoni austroungarici e riempite con terra del Carso, da consegnare alle comunità italiane in Sudamerica. La nave imbarcò inoltre 500 opere d'arte, scelte da un comitato presieduto da Sartorio e comprensivo anche, tra gli altri, di Vincenzo Gemito, Adolfo De Carolis, Antonio Mancini e Francesco Paolo Michetti. Lo stesso Sartorio incluse numerose proprie opere, molte delle quali eseguite al fronte, durante la prima guerra mondiale (e durante la traversata il pittore dipinse più di 200 paesaggi). Gino Coppedè progettò una sala del libro italiano, ispirata ad una stanza di Firenze con vista sui colli fiesolani. Il Regio Esercito creò una propria esposizione, mostrando gli sviluppi del primo dopoguerra.
Terminato l'allestimento, dopo aver imbarcato i campioni di prodotti e circa 800 persone tra rappresentanti di industria, commercio ed artigianato italiani, nonché una missione del Regio Esercito, una della Regia Aeronautica, un gruppo di gerarchi della Milizia Volontaria per la Sicurezza Nazionale, Giulio Aristide Sartorio come direttore artistico e l'on. Giovanni Giuriati quale ambasciatore straordinario dell'Italia presso gli Stati sudamericani, il 18 febbraio 1924 l'Italia salpò da La Spezia, arrivando a Gibilterra il 22 febbraio. Lasciata Gibilterra, la nave fece rotta verso sudovest, toccando Las Palmas e Santa Maria di Capo Verde prima di dirigere, senza ulteriori scali, per il Sudamerica. Grazie alla stagione favorevole, non furono incontrate condizioni meteomarine avverse in Atlantico, mentre qualche problema derivò dal far adattare i passeggeri alle regole in vigore su un'unità militare (allo scopo il comandante Grenet formò una commissione con il compito di riferire al comando le necessità dei passeggeri). Problemi non molto gravi, causati da un'organizzazione non ottimale, sorsero soprattutto nei primi giorni, dopo di che le tensioni si acquietarono grazie ad una maggiore comprensione e tolleranza reciproca tra equipaggio e passeggeri.

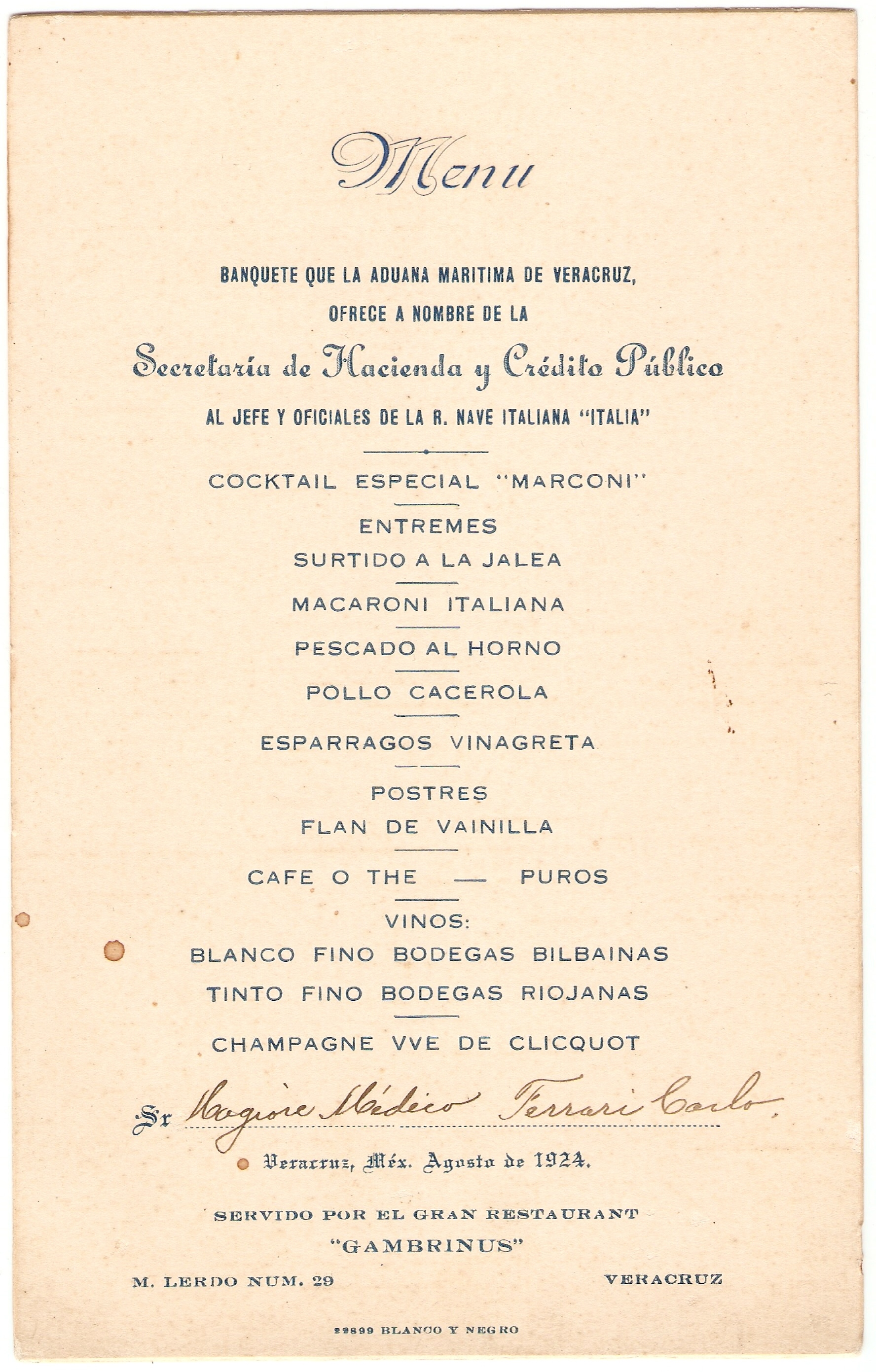
Menu' della Cena di Gala in occasione della visita a Vera Cruz in Messico della R.N. "Italia".

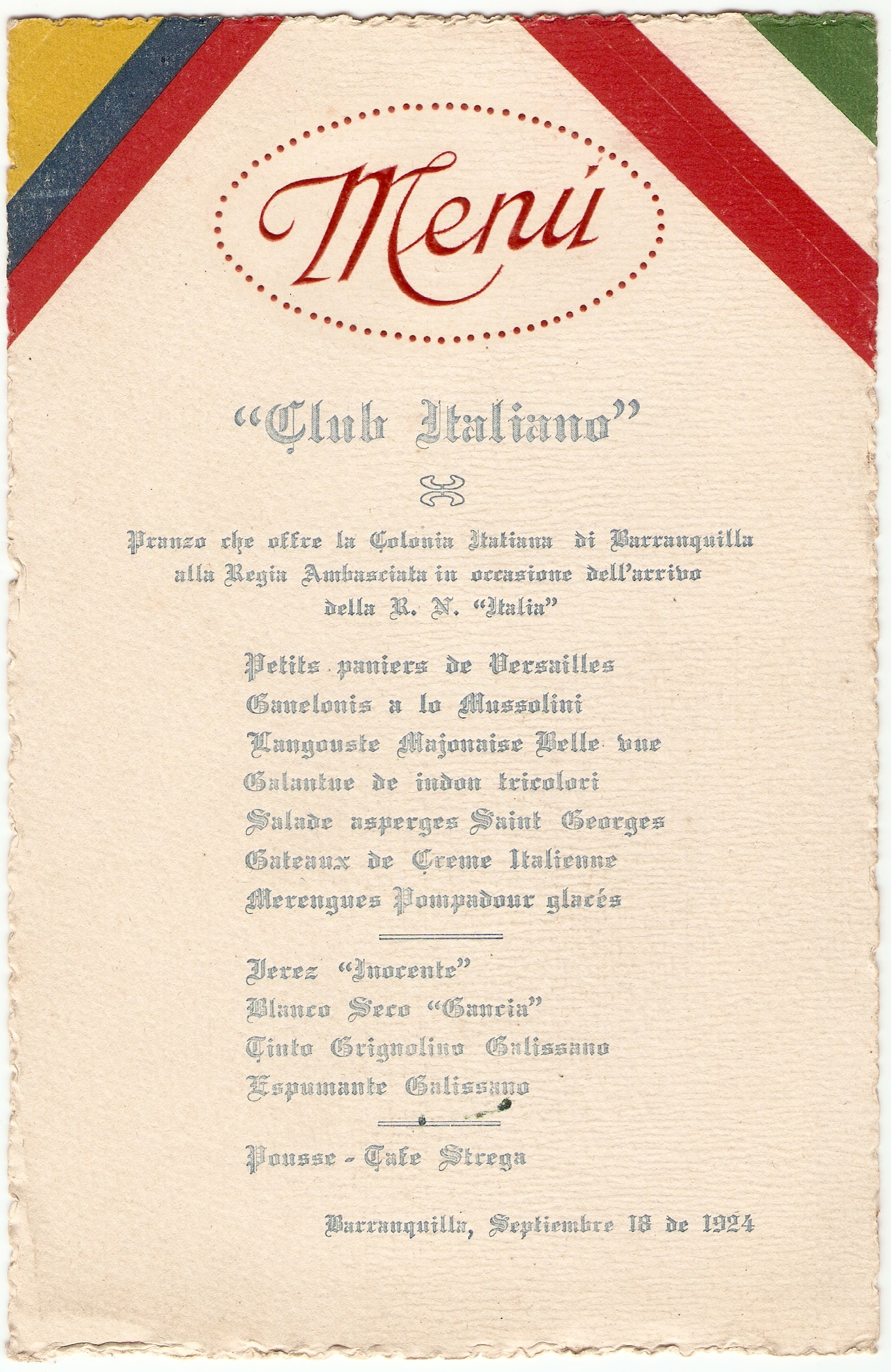
Menu' della Cena di Gala in occasione della visita a Baranquilla in Colombia della R.N. "Italia".

Il 21 marzo l'Italia raggiunse il continente americano, ormeggiandosi a Pernambuco, dove si trattenne sino al 25 marzo. Subito furono avviate relazioni commerciali. Il piroscafo prese poi di nuovo il mare, costeggiando l'America Latina verso sud e toccando i principali porti di Brasile, Uruguay ed Argentina: Bahia, Baia di Espirito Santo (aprile 1924), Rio de Janeiro, Santos, Florianópolis, Rio Grande do Sul, Montevideo, Buenos Aires e Bahia Blanca. Dopo aver raggiunto Punta Arenas, l'11 giugno 1924 l'Italia attraversò lo stretto di Magellano, incontrando vento e mare inconsuetamente calmi, poi iniziò a risalire la costa opposta del continente, toccando i principali porti di Cile, Perù, Ecuador e Colombia: Baia Fortescue, Coronel, Talcahuano (giugno 1924), Valparaíso, Antofagasta, Iquique, Arica, Mollendo, Callao e Guayaquil. Dopo aver attraversato il canale di Panama, la nave raggiunse Colon in agosto, proseguì visitando il Messico e le Antille, toccando Veracruz, L'Avana (agosto 1924) e Port-au-Prince, dopo di che tornò verso sud visitando Cartagena, Porto Columbia, La Guaira e Port of Spain, all'estremità nordorientale dell'America Latina. Il 29 settembre 1924 l'Italia lasciò Port of Spain per tornare in patria: il 20 ottobre il piroscafo raggiunse La Spezia, dopo aver percorso 23.000 miglia e fatto scalo in 31 porti di dodici nazioni straniere.
La crociera ebbe un successo superiore alle aspettative: l'esposizione itinerante fu visitata da circa 2.000.000 di persone, e le transazioni commerciali superarono la somma di 120.000.000 di lire. Durante la navigazione furono organizzate anche esposizioni a terra, a San Paolo, Lima, Buenos Aires, Santiago. Se sotto il profilo della pubblicizzazione dei prodotti italiani il viaggio ebbe un notevole successo, sotto quello dello studio dei mercati più adatti su cui venderli non fu possibile fare molto a causa della mancanza di tempo. Il successo pubblico non fu del tutto sfruttato anche perché le attenzioni coloniali si erano andate spostando verso l'Africa.
Le fonti divergono sull'accoglienza riservata alla nave. Secondo alcune, in Argentina l'accoglienza fu calorosa verso l'equipaggio, mentre fu più fredda nei confronti dei rappresentanti del fascismo, ma si trattò dell'unica occasione. I giornali dell'epoca celebrarono un'accoglienza trionfale riservata dalle varie comunità italiane, comprensiva di comitati d'accoglienza di tali comunità, fuochi d’artificio e picchetti in divisa a rendere gli onori. In diverse città si tennero cerimonie ufficiali e banchetti. Il ministro degli esteri brasiliano celebrò Mussolini come un «eroe vittorioso», il capo della diplomazia dell'Argentina definì l'Italia «disciplinata e formidabile, sicura di sé, raggiante di fede giovanile e di fiducia nell' avvenire». Secondo altre fonti, invece, in alcune località l'accoglienza fu invece piuttosto tiepida a causa soprattutto del delitto Matteotti: in particolare a Montevideo, ove vi era una consistente tradizione radicale, in Messico, ove l'antifascismo era piuttosto forte, a Cuba, a Valparaiso (dove la nave giunse durante un comizio anarchico) ed a Santiago (i cui studenti universitari contestarono Giuriati gridando «Viva Matteotti!»).
La storia operativa del piroscafo ebbe sostanzialmente termine con la conclusione della crociera in Sudamerica. Radiata nel gennaio 1925 e restituita alle Ferrovie dello Stato, l'unità fu smantellata a Genova nel 1926.
Nel 1999 fu inaugurata la mostra Aristide Sartorio 1924: la crociera della Regia nave Italia nell'America Latina a cura di Bruno Mantura e Maria Paola Maino presso l'Istituto Italo-Latino Americano di Roma, 9 dicembre 1999 - 5 febbraio 2000.